# Parachaitophorus yamashitai
Parachaitophorus yamashitai är en insektsart som beskrevs av Sorin 1979. Parachaitophorus yamashitai ingår i släktet Parachaitophorus och familjen långrörsbladlöss. Inga underarter finns listade i Catalogue of Life.